# Кёрбель, Карл-Хайнц
Карл-Хайнц Кёрбель (нем. Karl-Heinz Körbel; 1 декабря 1954, Доссенхайм, Баден-Вюртемберг, ФРГ) — немецкий футболист, защитник. Рекордсмен по количеству матчей, проведённых в Бундеслиге.

## Биография

### Карьера игрока
Карл-Хайнц всю свою игровую карьеру провел в команде «Айнтрахт Франкфурт» с 1972 года по 1991 год. В настоящее время ему принадлежит рекорд по количеству выступлений в Бундеслиге — 602 игры. Он провёл шесть игр в сборной Западной Германии и десять матчей во второй сборной Германии.

### Карьера тренера
В настоящее время Кёрбель тренирует молодёжную академию «Айнтрахта» и владеет спортивным магазином в своем родном городе Доссенхайме.

## Достижения
- Кубок Германии по футболу: 1973/74, 1974/75, 1980/81, 1987/88
- Лига Европы УЕФА: 1979/80

С 23 января 2013 года изображение Кёрбеля есть на станции метро Willy-Brandt-Platz во Франкфурте.